# 80 Blocks From Tiffany's
80 Blocks From Tiffany's er en dokumentarfilm fra 1979, instrueret af Gary Weis. Filmen, afbilder dagligdagen for banderne i South Bronx. Den, handler primært om to Afro-Amerikanske og Puertoricanske bander kendt som "Savage Skulls" og "Savage Nomads"

## Sociale kontekst
The South Bronx var kendt for sin alvorlige sociale forfald i løbet af 1970'erne og denne ide fremhæves i hele filmen. Dokumentaren illustrerede også mange sociale problemer såsom høj arbejdsløshed, prostitution og narkotika-og alkoholmisbrug..

## Distribution
80 Blocks From Tiffany's blev udgivet på VHS, i 1985 af Pacific Arts Entertainment.

## Filmreferencer
Titlen 80 Blocks From Tiffany's refererer til afstanden mellem Tiffany's smykkebutikken i Manhattan og South Bronx.